# Tumescencia nocturna del clítoris
La tumescencia nocturna del clítoris (NCT en inglés), conocida coloquialmente como habichuela matutina, es una erección espontánea del clítoris durante el sueño o al despertarse.
Al igual que ocurre en los hombres con la tumescencia nocturna del pene, las mujeres experimentan tumescencia del clítoris y congestión de la vagina, principalmente durante la fase REM del sueño.
Según Fisher et al., el aumento del flujo sanguíneo vaginal asociado a la NCT durante el sueño REM es similar al proceso en los hombres en cuanto a frecuencia, es decir, en el 95% de las fases REM. Ocurre un poco más a menudo en el sueño no REM, y cada episodio parece de menor duración. En términos de tamaño, el NCT es similar al inducido por la estimulación erótica cuando se está despierto. La erección puede estar asociada a sueños eróticos e incluso, ocasionalmente, a orgasmos durante el sueño. El fenómeno fue documentado por primera vez en 1970 por Karacan,
con un único estudio de seguimiento mencionado anteriormente en 1983 por Fisher et al. Entre las investigaciones más recientes se incluye un estudio de 2023 de Gören et al., quienes descubrieron que sus sujetos mostraban cambios en el pH vaginal en diferentes periodos a lo largo de la noche. El estudio no midió fases específicas del sueño. Los aumentos del pH vaginal se asocian con la excitación sexual y la erección del clítoris. Las glándulas de Bartolino segregan líquido alcalino para lubricar la vagina durante la excitación, lo que aumenta el pH vaginal.